# Kraftfahrbewährungsabzeichen

Kraftfahrbewährungsabzeichen von links nach rechts: Bronze, Silber mit zusätzlicher 16 mm Anstecknadel und Gold. Stoffrücklage Neufertigung.

Das Kraftfahrbewährungsabzeichen war ein Bewährungsabzeichen der Wehrmacht im Zweiten Weltkrieg und wurde per Verordnung vom 23. Oktober 1942 durch Adolf Hitler gestiftet. Es diente dabei in erster Linie der Anerkennung für die im Kriegseinsatz bewährten Kraftfahrer, sollte aber auch das Kraftfahrpersonal zur sorgsamen Pflege und Führung ihrer Fahrzeuge anhalten.

## Hintergrund zur Schaffung dieser Auszeichnung
Um die enorm gestiegenen Belastungen der Kraftfahrer, vor allem nach Beginn des Krieges gegen die Sowjetunion, (vgl. Fall Barbarossa), Rechnung tragen zu können, fühlte sich das OKH im Winter 1941/1942 veranlasst, eine Auszeichnung zu schaffen, an die man vorher nicht gedacht hatte.
Wer letztendlich die erste Idee für die Schaffung hatte, lässt sich nicht mehr klären. Hitler beauftragte den SS-Oberführer Werlin, aus dem persönlichen Stab von Himmler, ein entsprechendes Abzeichen auszuarbeiten. Himmler erfuhr davon und beauftragte jenen Werlin, unabhängig von Hitlers Weisung, ein eigenes „SS-Kraftfahrbewährungsabzeichen“ für die Waffen-SS zu entwerfen. Diese sollte dann zeitgleich mit dem von Hitler beauftragten Abzeichen vorgelegt werden. Einige Wochen später, im Frühjahr 1942, übergab schließlich Werlin beide Entwürfe Generalleutnant Rudolf Schmundt mit der Bitte um Vorlage bei Hitler. Die Einführung eines eigenen SS-Kraftfahrbewährungsabzeichens stieß erwartungsgemäß, durch die Rivalität des Heeres und der Waffen-SS bedingt, auf breite Ablehnung seitens der Heeresführung. Himmler unternahm daher in den folgenden Wochen noch mehrere vergebliche Versuche über Mittelsmänner, das „SS-Kraftfahrbewährungsabzeichen“ bei Hitler durchzusetzen. Warum er nicht persönlich in dieser Sache bei Hitler vorstellig wurde, ist nicht bekannt. Hitler entschied sich letztendlich für ein einheitliches Kraftfahrbewährungsabzeichen. Erwähnenswert ist, dass das Abzeichen, obwohl es von einem Angehörigen der Waffen-SS entworfen worden war, kein Hakenkreuz enthielt.

## Stufen
Die Auszeichnung wurde in drei Stufen verliehen:
- 1. Stufe in Bronze
- 2. Stufe in Silber
- 3. Stufe in Gold

## Aussehen
Das rund gehaltene Kraftfahrbewährungsabzeichen wird links- und rechtsseitig von einem Eichenlaubblatt eingefasst. In dessen Mitte befindet sich ein stilisiertes LKW-Lenkrad (Opel Blitz), welches das Symbol des Kraftfahrers widerspiegeln soll. Die eher schlicht gehaltene Auszeichnung wurde meist aus Eisenblech gestanzt und besitzt rückwärtig vier Splinte, an denen eine runde, ebenfalls aus Eisenblech gefertigte Gegenplatte befestigt werden konnte. Zwischen den beiden Platten spannte man üblicherweise einen Stoff, um das Abzeichen mit der Uniform vernähen zu können. Eine gestickte Ausführung des Kraftfahrbewährungsabzeichen wurde nicht geschaffen.

## Verleihungsbedingungen
Voraussetzungen für die Verleihung des Kraftfahrbewährungsabzeichens waren:
- a) Einsatz ab 1. Dezember 1940 in den Gebieten des ehemaligen Jugoslawien, Griechenland, in Bulgarien, Rumänien, im Gebiet ostwärts der russischen Westgrenze von 1940 (vor Eingliederung der baltischen Staaten durch die Sowjetunion, in Finnland, Norwegen nördlich des Polarkreises oder im Gebiet der in Lappland eingesetzten deutschen Truppen und in Afrika (Afrikakorps).

- b) Bewährung in vorstehenden Gebieten unter besonders schwierigen Bedingungen:
  - als Kradmelder an 90 Einsatztagen
  - als Fahrer von Gefechtsfahrzeugen an 120 Einsatztagen
  - als Fahrer von Kraftfahrzeugen der Trosse I an 135 Einsatztagen
  - als Fahrer von Kraftfahrzeugen der Führungs- und Versorgungsstäbe und Trose II an 150 Tagen
  - als Fahrer von Kraftfahrzeugen der Versorgungstruppen an 165 Einsatztagen

Am 9. März 1944 verfügte das OKH eine Ausweitung der verleihungsberechtigten Gebiete.
- Sizilien (ab 1. Juni 1943)
- Sardinien (ab 1. Juni 1943)
- Korsika (ab 1. Juni 1943)
- italienisches Festland (Linie: Ancona-Piombino, ab 1. August 1943)
- Albanien (ab 9. September 1943)
- Estland, Lettland, Litauen (ab 1. Februar 1944)

Die Aufweichung der zunächst eng gesteckten Verleihungsräume brach schließlich, infolge des sich zuspitzendes „Endkampfes“ ab Juni 1944 völlig zusammen. So konnte das Kraftfahrbewährungsabzeichen ab dem 23. September 1944, durch Verfügung des OKH nunmehr an alle rückwärtigen Armeegebiete an allen Fronten angerechnet werden.
Als Einsatztage galten bei Vorliegen erschwerter Unterbringungs- und Instandsetzungsverhältnisse zum Beispiel:
- Fahrten unter Feindeinwirkung/Feindbeschuss
- besonders große Tagesleistungen an Fahrbahnstrecke
- besonders schwierige Wegeverhältnisse
- Fahrten unter ungewöhnlich harten klimatischen Bedingungen

Für die oben genannten Bedingungen wurde das Abzeichen in Bronze, für doppelte Erfüllung wurde das Abzeichen in Silber, für dreifache Erfüllung in Gold verliehen. Die Verleihung der nächsthöheren Stufe setzte die jeweils nochmalige Erfüllung der geforderten Bedingungen voraus. Im Übrigen war beim Erwerb einer höheren Stufe, die vorhergehende Stufe abzulegen. Sie blieb aber im Besitz des Beliehenen.

## Entzug des Kraftfahrbewährungsabzeichens

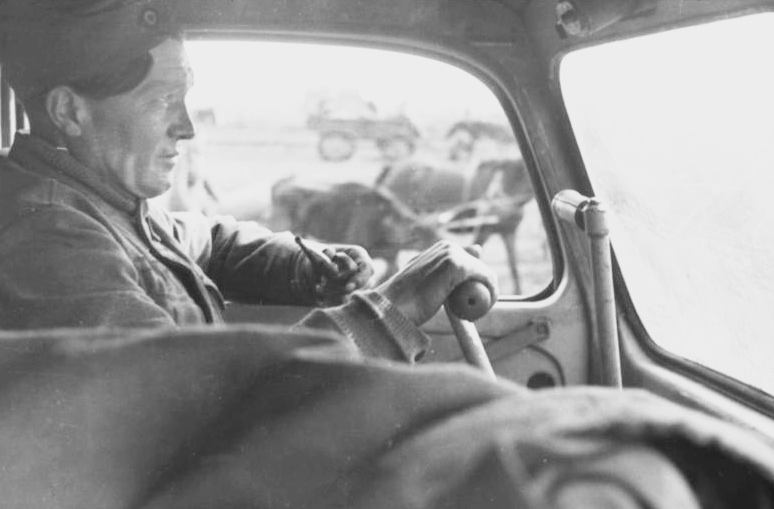
Ein LKW-Fahrer (Raupenschlepper) in Südrussland

Das Kraftfahrbewährungsabzeichen konnte dem Träger auch nachträglich wieder entzogen werden. Gründe dafür waren:
- a) nachgewiesene nachlässige Fahrzeugpflege, Instandhaltung und Fahrweise, die zu einem vorzeitigen Materialverschleiß geführt hat
- b) einem selbstverschuldeten Unfall durch unüberlegte und leichtsinnige Handhabung eines Kraftfahrzeuges
- c) bei Bestrafung wegen Überschreitung der vorgeschriebenen Höchstgeschwindigkeitsgrenzen

Das Kraftfahrbewährungsabzeichen konnte aber nach einem Entzug wieder verliehen werden, allerdings frühestens nach 6 Monaten unfallfreier Fahrt und in der untersten Stufe.

## Verleihungswürdigkeit
Das Kraftfahrbewährungsabzeichen konnte verliehen werden an:
- a) Kraftfahrer der Wehrmacht
- b) Kraftfahrer (Nichtwehrmachtsangehörige), die der Wehrmacht unterstellt sind
- c) Kraftfahrer (Nichtwehrmachtsangehörige), die in den besetzten Gebieten eingesetzt sind
- d) auf Adolf Hitler vereidigte, im Rahmen bzw. in Verbänden der deutschen Wehrmacht kämpfende ausländische Freiwillige
- e) Freiwillige fremder Volksstämme aus den besetzten Ostgebieten – auch entlassene Kriegsgefangene, soweit diese unter Befehl der Wehrmacht standen und kämpften.

Eine Verleihung an Angehörige der Wehrmacht verbündeter (z. B. rumänischer Soldaten) oder befreundeter Länder (z. B. spanische Soldaten) war nicht statthaft.

## Verleihungsberechtigung
Verleihungsberechtigte Personen waren:
- a) an Kraftfahrer der Wehrmacht, die Vorgesetzten der Kraftfahrer vom Bataillonskommandeur aufwärts
- b) an Kraftfahrer (Nichtwehrmachtsangehörige) – die der Wehrmacht unterstellt sind –, die Regiments- usw. Kommandeure oder selbstständigen Bataillons- usw. Kommandeure aufwärts. Dieser Personenkreis bestimmte auch die anrechnungsfähigen Einsatztage.
- c) an Kraftfahrer (Nichtwehrmachtsangehörige) – die in von der Wehrmacht besetzten Gebieten eingesetzt worden sind –, die vom Staatsminister und Chef der Präsidialkanzlei zu bestimmenden Verleihungsdienststellen.

## Trageweise

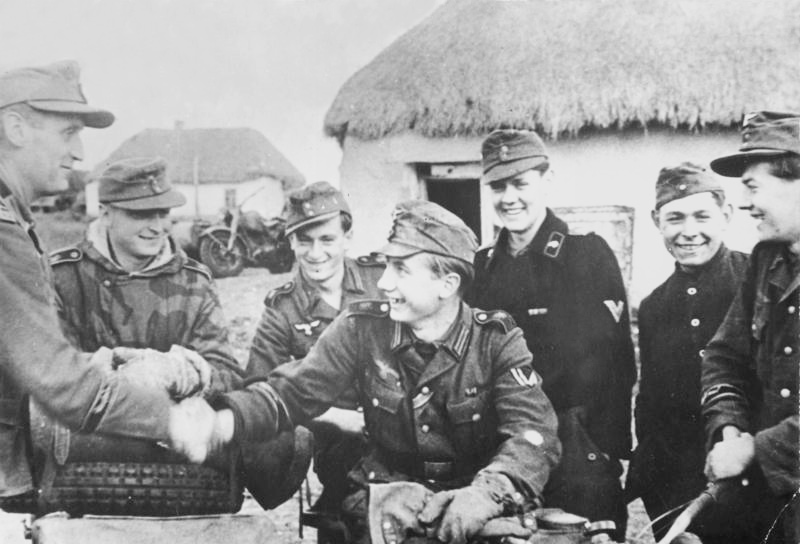
Korrekte Tragweise des Abzeichens am linken Unterärmel des Waffenrocks (Soldat in der Mitte)

Das Kraftfahrbewährungsabzeichen konnte zu allen Uniformen der Partei (einschließlich ihrer Gliederungen und angeschlossener Verbände) und des Staates getragen werden. Das Abzeichen selber, wurde in der Mitte des linken Unterarms am Waffenrock getragen. Zur bürgerlichen Kleidung durfte eine verkleinerte Form als Nadel am linken Rockaufschlag getragen werden.